# 越河駅
越河駅（こすごうえき）は、宮城県白石市越河字五賀（ごか）字海道下（かいどうした）にある、東日本旅客鉄道（JR東日本）東北本線の駅である。
東北本線における宮城県最南端の駅である。

## 歴史
- 1891年（明治24年）1月12日：開業[3]。
- 1960年（昭和35年）8月1日：貨物の取り扱いを廃止[3]。
- 1984年（昭和59年）
  - 2月1日：荷物の扱いを廃止[3]。
  - 12月1日：無人化[4]。
- 1985年（昭和60年）3月：現駅舎に改築。
- 1987年（昭和62年）4月1日：国鉄の分割民営化により、東日本旅客鉄道の駅となる[3]。
- 2009年（平成21年）3月14日：ICカード「Suica」の利用が可能となる[5]。
- 2024年（令和6年）10月1日：えきねっとQチケのサービスを開始[1][6]。

## 駅構造
単式ホーム1面1線と島式ホーム1面2線、計2面3線のホームを持つ地上駅である。互いのホームは跨線橋で連絡している。
白石蔵王駅管理の無人駅で、駅舎は比較的大きいが、右側に見えるのは仙台保線技術センターの詰所で駅務室ではない。乗車駅証明書発行機（精算機対応）と簡易Suica改札機が設置されている。

### のりば
| 番線 | 路線      | 方向                     | 行先                     |
| ---- | --------- | ------------------------ | ------------------------ |
| 1    | ■東北本線 | 上り                     | 福島・郡山方面           |
| 2    | ■東北本線 | （上下ともに一部の列車） | （上下ともに一部の列車） |
| 3    | ■東北本線 | 下り                     | 白石・仙台方面           |

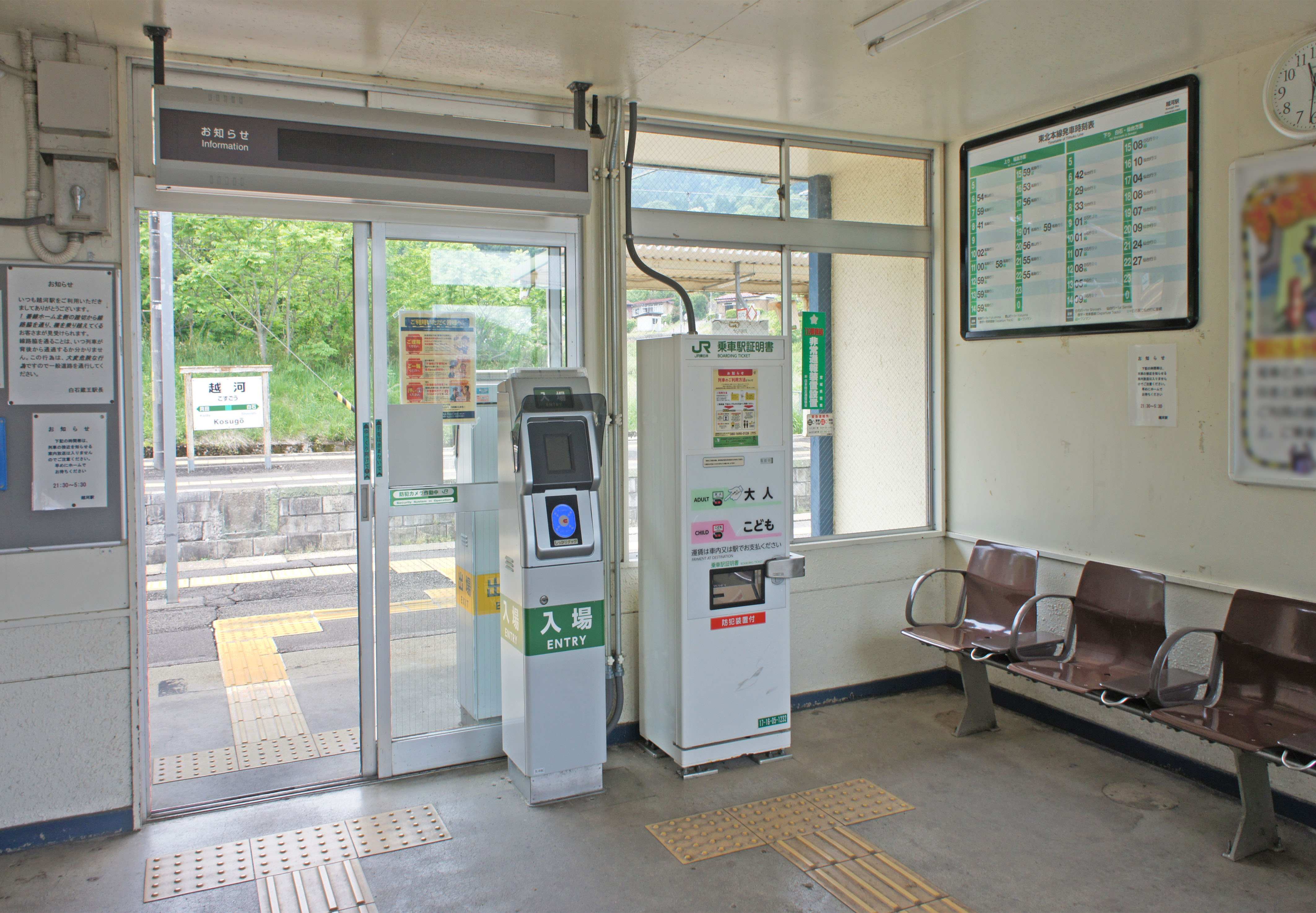
改札口（2022年5月）
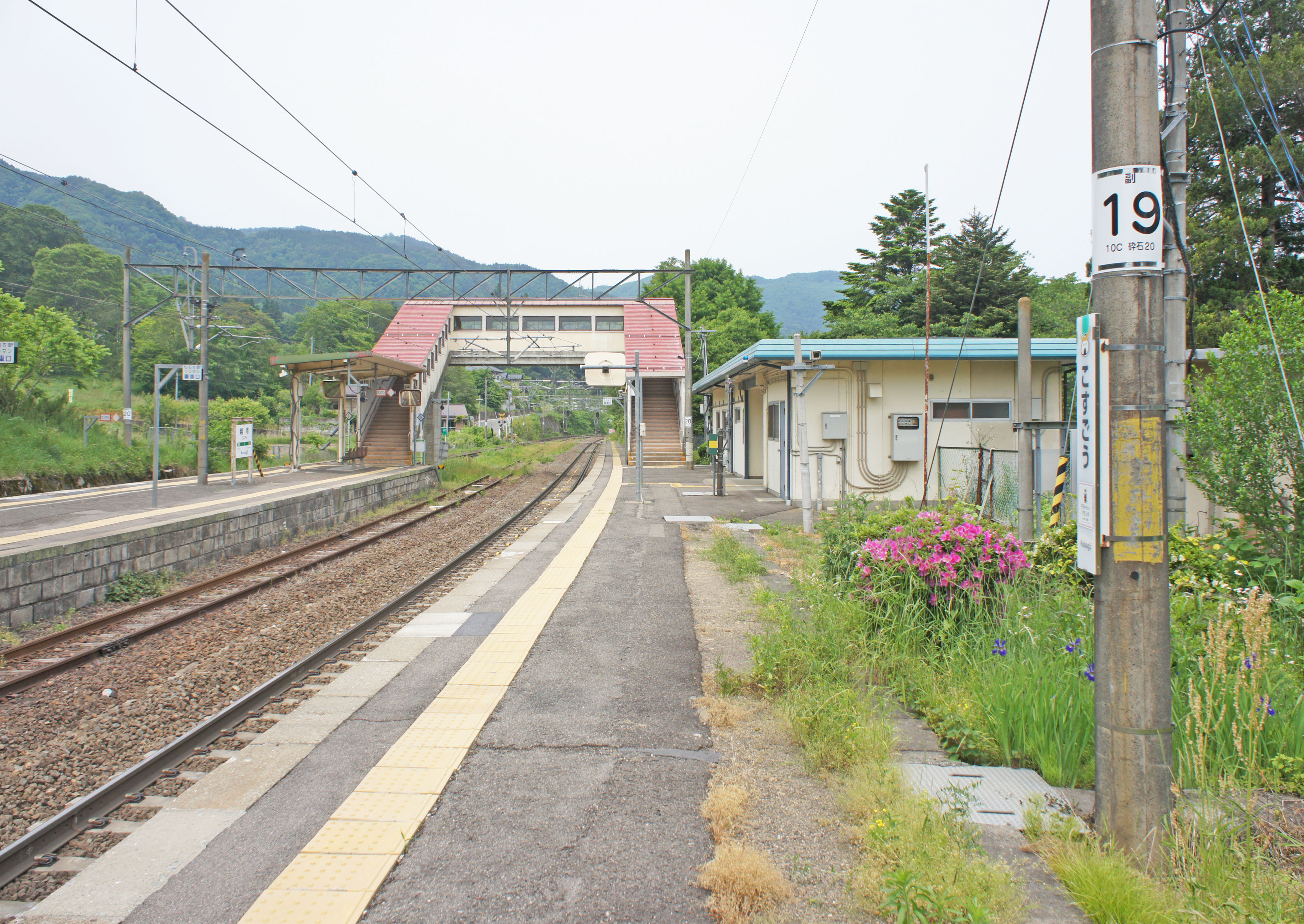
1番線ホーム（2022年5月）
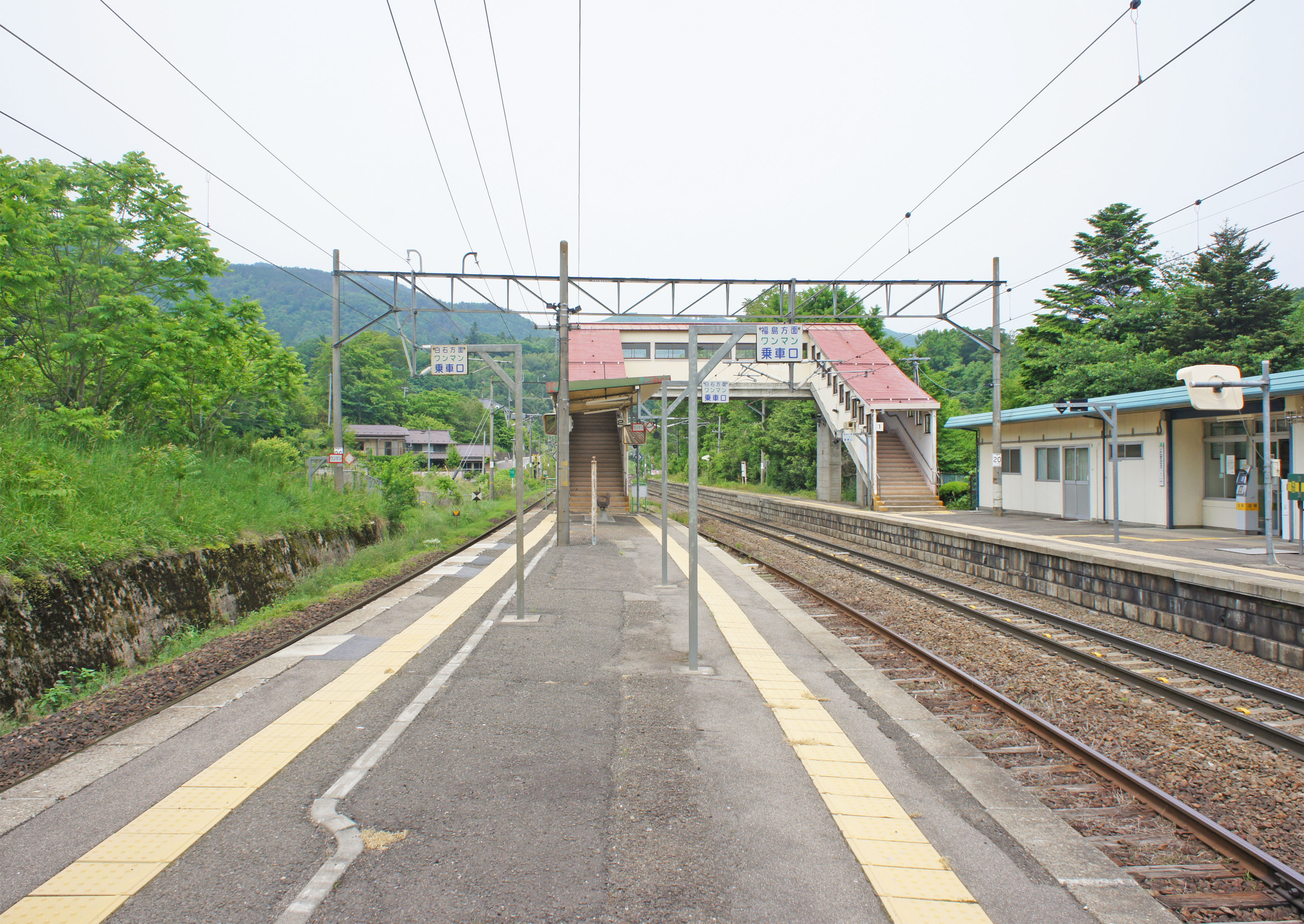
2・3番線ホーム（2022年5月）

## 駅周辺
- 白石警察署越河駐在所
- 越河駅前郵便局
- 国道4号
- 白石市民バス「越河駅」停留所
- 株式会社むらでん

## 隣の駅
東日本旅客鉄道（JR東日本）
■東北本線
貝田駅 - 越河駅 - 白石駅